# فیلیپ فیلیپوویچ
فیلیپ فیلیپوویچ (انگلیسی: Filip Filipović؛ زادهٔ ۲ مهٔ ۱۹۸۷) بازیکن واترپلو اهل صربستان است.
وی در مسابقات کشوری و بین‌المللی در مجموع برندهٔ ۲۰ مدال طلا، ۱ مدال نقره، ۲ مدال برنز شده‌است.